# Širakawa-gó a Gokajama
Širakawa-gó (白川郷) a Gokajama (五箇山) jsou dvě japonské vesnice, které jsou díky své jedinečné lidové architektuře zapsány na Seznamu světového dědictví UNESCO.
Širakawa (白川村; -mura) je malá vesnice v prefektuře Gifu. Gokajama (五箇山) je vesnice v prefektuře Tojama. Tyto dvě izolované vesnice obklopené horami jsou nezaměnitelné s jakoukoliv jinou vesnicí v Japonsku pro svou jedinečnou lidovou architekturu. Vzhledem k vysokým sněhovým srážkám mají domy vysoké a špičaté střechy, po kterých sníh sklouzává a nezatěžuje stavbu svou váhou. Pod takovými střechami vzniká velký prostor, který místní lidé využívali při chovu bource morušového. Architektonický styl těchto vesniček se v Japonsku nazývá gaššó-zukuri (合掌造り).
Vzhledem k jedinečnosti gaššó-zukuri v Japonsku jsou od roku 1995 obě vesnice zapsány na Seznamu světového dědictví UNESCO.

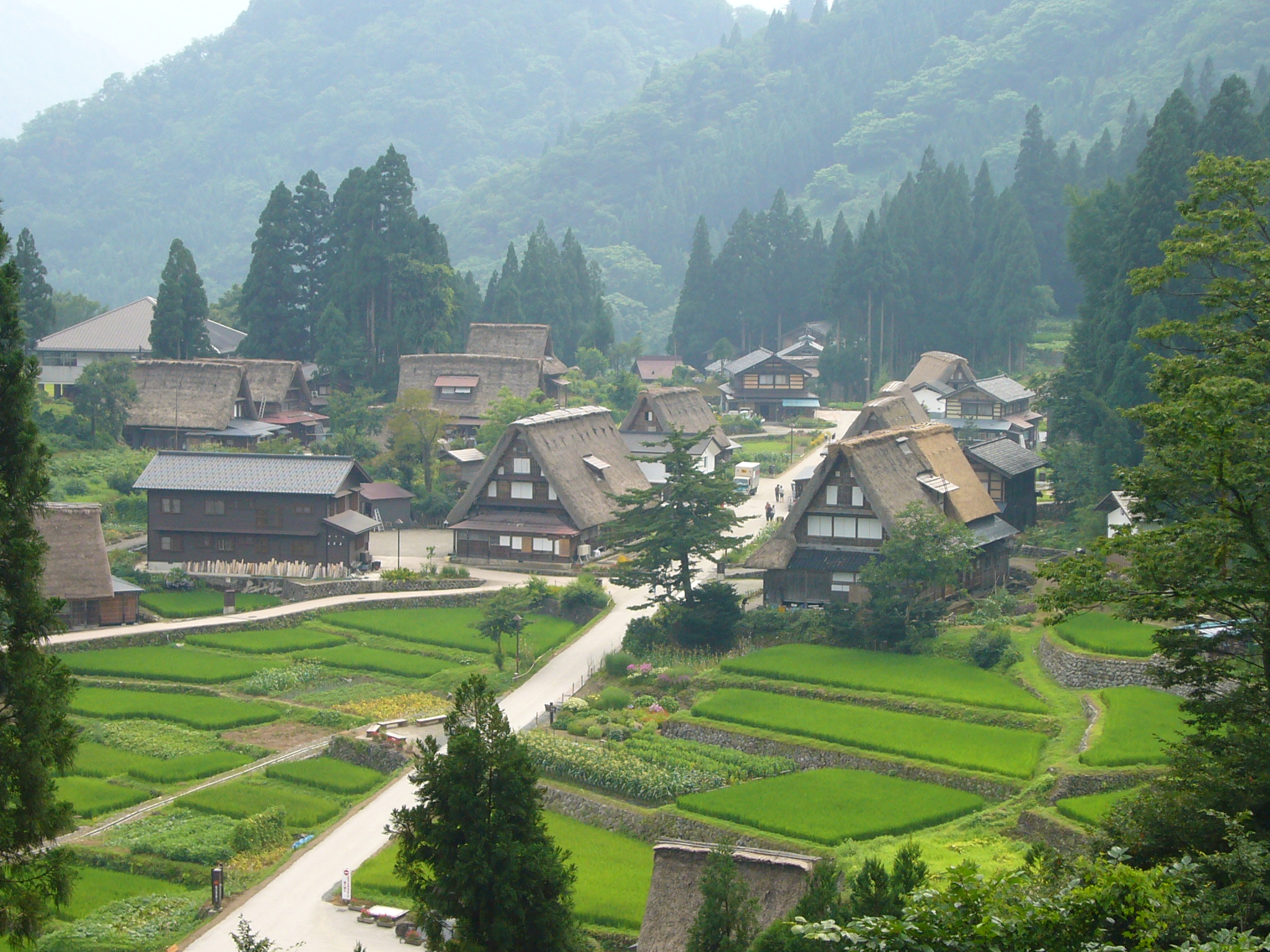
Gokajama